# Шенгавіт (поселення)

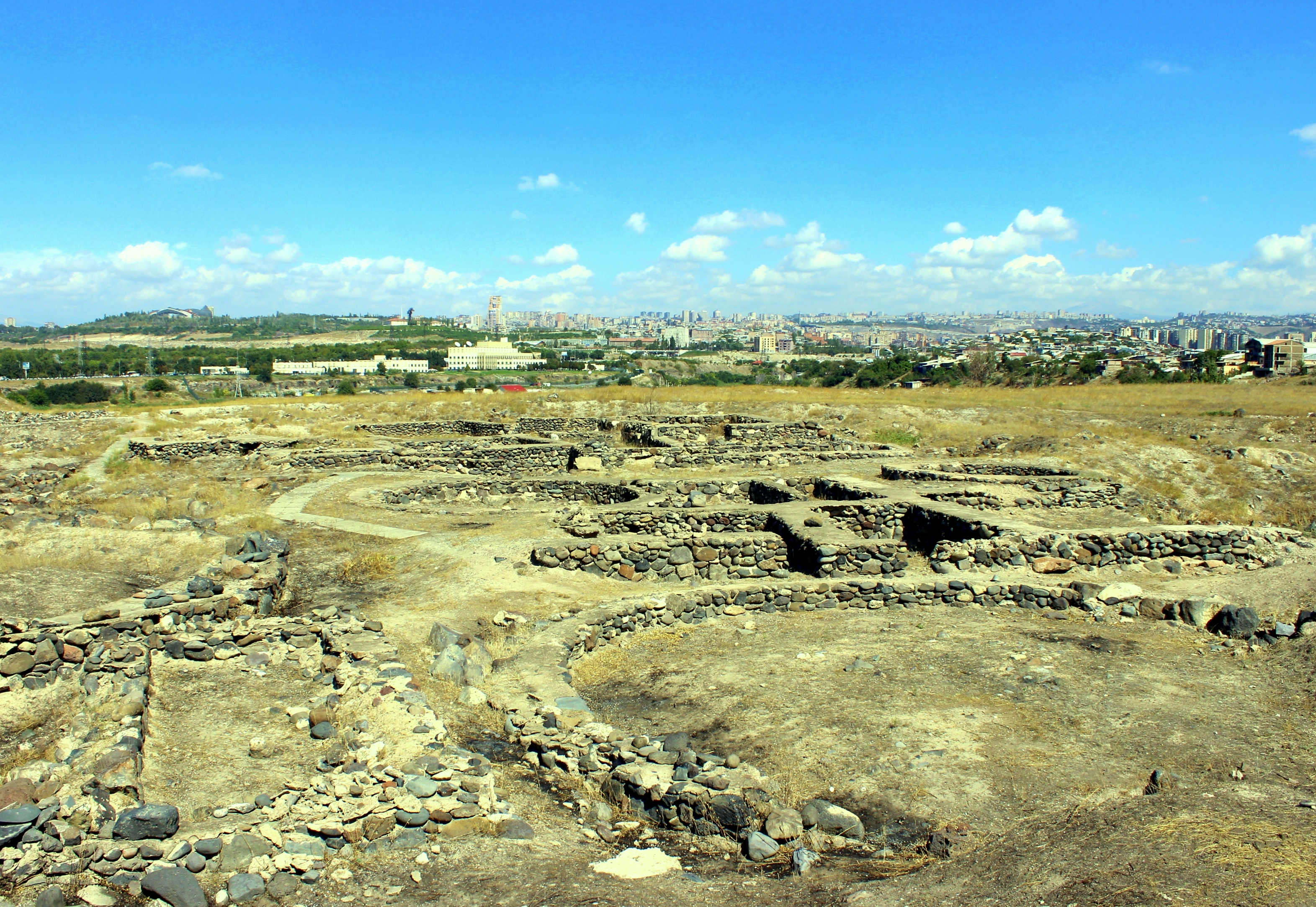
Розкопки Шенгавіту

Шенгавіт — археологічна пам'ятка, за якою куро-аракська культура отримала іншу назву. Знаходиться в південно-західній частині міста Єревана у  міській місцині Шенгавіт, на лівому березі річки Раздан.
Одна з найвизначних археологічних пам'яток Вірменії періоду ранньої бронзової доби.
Розкопки проведено у 1936-38 роках під керівництвом Євгена Байбурдяна з археологами С. Сардаряном  й  А. Симоняном. У 1958-83 роках розкопки продовжила експедиція Єреванського держуніверситета під керівництвом Сандро Сандраяна. З 2000 року розкопки ведуться під керівництвом руководством Симоняна.

## Пам'ятка
Представляє собою пагорб площею у 6 га, що височить над річкою Раздан на 30 м.
Пам'ятка складається з чотирьох культурних шарів з різницею у 4 метри:
- 1 шар - пізня новокам'яна доба (3500-3000 роки до Р.Х.),
- 2 шар - рання мідна доба (3000-2700 роки до Р.Х.),
- 3 шар - середня мідна доба (2600-2300 роки до Р.Х.),
- 4 шар - пізня мідна доба (2300-2000 роки до Р.Х.).

Поселення оточували стіни циклопичної кладки з вежами. Під стіною був знайдений викладений плитками підземний хід, що веде до річки Раздан.
Розкопано житла і господарські приміщення без конкретного планування, з безладним розташуванням і кривими проходами. Був відкритий склеп. Мешканці Шенгавіта жили у колоподібних, діаметром в 6-8 м оселях і в прилеглих до них прямокутних прибудовах. 
Був виявлений зал довжиною близько 12-13 метрів і шириною 8 метрів.  

## Господарство
Поселення Шенгавіт мало невичерпні джерела їжі та води з річки Раздан. Річка мала греблі, внаслідок чого утворилися штучні озера, де і жили велике різномаїття риб, у тому числі озерних. Шенгавіт визначний сховищами збіжжя. Так тут було розкопане сховище зерна, що розміщувало близько 4 тонн крупи, що могло прогодувати тисячу осіб протягом року.
На території також виявили велику кількість списів й мотик, зроблених з кісток козлів та вівців, що свідчить про розвинене тваринництво. Наявність викопний говорить про те, що жителі Шенгавіта вели осілий спосіб життя, займалися землеробством, особливо переробкою зернових культур. На території були виявлені залишки паленої пшениці.

## Вироби
Особливо визначні базальтові вироби і кам'яні знаряддя для подрібнення пшениці.
Виявлено щось схоже на трон, на якому могли сидіти двоє людей, зокрема господар й господиня будинку.
Були виявлені 33 наконечника, що свідчити про не мирний спосіб життя часу існування поселення.
Знайдені безліч прикрас, зокрема статуеток, дві з яких з зображенням чоловіка, що може призвести до коригування твердження про панування тоді матріархату. Також знайдені  артефакти з міді та бронзи.

### Глеки
Шенгавітська кераміка всередині червона або сіра, зовні чорна, жовтувато-каштанова, полірована (часто до блиску металу), прикрашена геометричним орнаментом. Були знайдені також підковоподібні п'єдестали з головками биків, ритуальні вогнища з глини, а також знаряддя і прикраси з металу (міді, бронзи). 
Про це свідчить датується 2-1 тисячоріччя до Р.Х. археологічний матеріал, виявлений з знаходяться в різних районах Єревана (Аван, Канакер-Зейтун, Ціцернакаберд, Привокзальна площа, Кармир-Берд, Арин-Берд, Кармир-Блур) найдавніших поселень і могильників. 

## Історична доля Шенгавіту
Шенгавітське поселення, яке існувало протягом більше 2000 років, з невідомих причин припинило існування. Однак життя на території сучасного Єревана тривало.
Розташоване у межах Єревана, Шенгавитське поселення з культурою ранньої бронзи тотожнє з поселеннями 4-2 тисячоріччя до Р.Х. з розкопаними в ранніх шарах відомих міст Стародавнього світу: Еріду (співзвучно урартському місту на місці Єревана - Еребуні, з взаємозаміною "ду"-"бу"), Ерек-Уруку, Ура, Ніневії, Кішу, Шоші (Сузи), Трої, Криту й Мікен. 
Прийнято вважати, що приблизний вік цих міст 4-6 тисяч років. А найдавніші письмові свідчення (шумерські, акадські, хурритські, хеттські, ассирійські) про ці міста відносяться до 3-2 тисячоліття до Р.Х.

## Історико-археологічний заповідник «Шенгавіт»
За результатами розкопок було відкрито музей Шенгавіт, що є відгалуженням історико-археологічного музею-заповідника «Еребуні». У 2003 році музей було перейменовано на Історико-археологічний заповідник «Шенгавіт». Деяка частина матеріалів, знайдених на території поселення, сьогодні знаходяться Музеї історії Вірменії у місті Єреван.